# Antonio Rómulo Costa
Antonio Rómulo Costa è un comune del Venezuela situato nello Stato di Táchira.
Il capoluogo del comune è la città di Las Mesas.